# امارپورا جاتان
امارپورا جاتان (به انگلیسی: Amarpura Jatan) یک منطقهٔ مسکونی در هند است که در راجستان واقع شده‌است.

## خصوصیات
امارپورا جاتان ۶٬۵۸۹ نفر جمعیت دارد.